# Simulium argentiscutum
Simulium argentiscutum es una especie de insecto del género Simulium, familia Simuliidae, orden Diptera.
Fue descrita científicamente por Shelley & Luna Dias, 1980.